# ميرا (قصص مصورة)
ميرا هي شخصية خيالية في دي سي كومكس،ظهرت لأول مرة في سبتمبر 1963.

## انظر ايضاً
فرقة العدالة